# Shatrunjaya

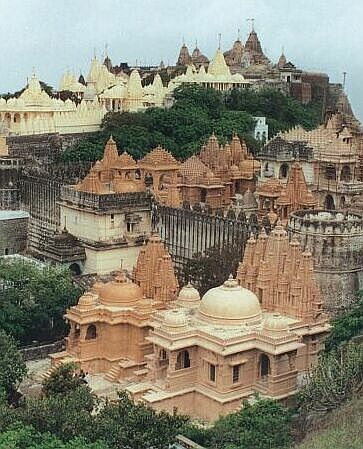
Jain-Tempel auf den Gipfeln der Shatrunjaya Hills

Shatrunjaya (Gujarati: શત્રંજય; Hindi: शत्रुञ्जयपर्वतः) ist eine maximal ca. 600 m hohe Hügelkette im Südosten der Halbinsel Kathiawar in Gujarat, Indien. Der Name bedeutet übersetzt etwa „Ort des Sieges gegen innere Feinde“.

## Lage
Die Hügelkette der Shatrunjaya Hills liegt ca. 2 bis 10 km südlich bzw. südwestlich der nur ca. 65 m hoch gelegenen Stadt Palitana. Auf mehreren Gipfeln befinden sich mehr als 100 mittelalterliche und neuzeitliche Jain-Tempel.

## Besteigung

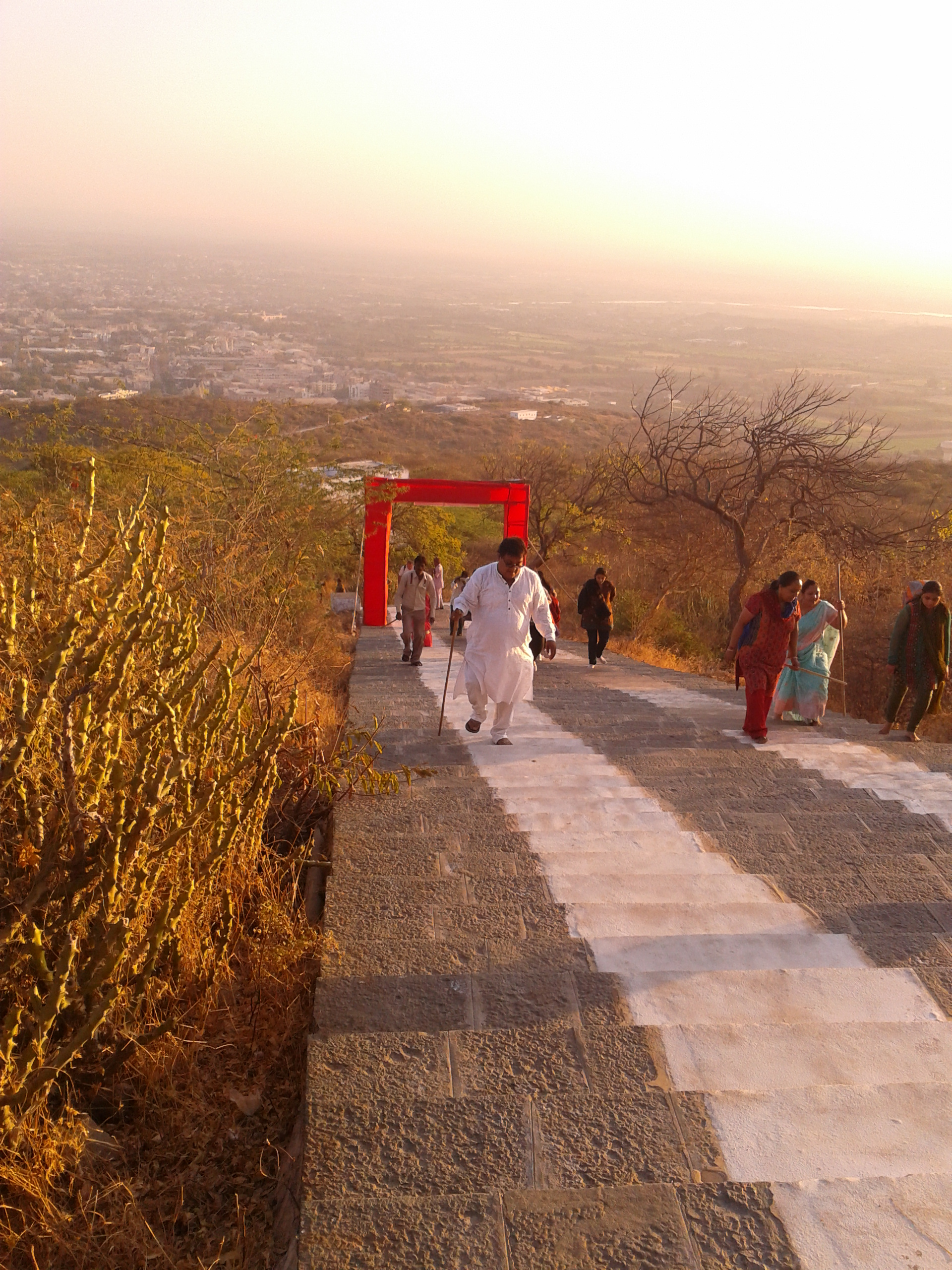
Pilger und Besucher beim Aufstieg

Eine Besteigung der Hügel ist über ca. 3500 Stufen möglich; für den Aufstieg, die Besichtigung und den Rückweg ist insgesamt mindestens ein Vormittag einzukalkulieren.

## Religiöse Bedeutung
Wahrscheinlich bereits in vedischer Zeit wurden Berge als Sitz der Götter verehrt. Von dort kam das Wasser, das sich in Bächen, Flüssen und Seen sammelte und für das Leben und Überleben von Pflanzen, Tieren und Menschen notwendig war. Es waren vor allem die Anhänger der Jain-Religion, die dort ihre „Furtbereiter“ (tirthankaras) verehrten und ihnen Tempel errichteten (siehe auch Girnar, Mount Abu, Parasnath u. a.). Eine andere Form der kultischen Verehrung ist die ca. 215 km lange Umschreitung (parikrama) der gesamten Hügelkette.